# Gesellschaft zum Schutz der Wölfe
Die Gesellschaft zum Schutz der Wölfe e. V. (GzSdW) ist ein als gemeinnützig anerkannter deutscher Lobby-Verein mit Sitz in Großinzemoos (Bayern). Er versucht, die bereits durch Berner Konvention und Bundesnaturschutzgesetz streng(!) geschützten eingewanderten Wölfe in Deutschland durch Aufklärung vor Ort, Kooperation mit den beteiligten öffentlichen und nichtöffentlichen Stellen sowie durch Hilfsmaßnahmen für die örtliche Bevölkerung zu schützen.

## Gründung
Der Verein wurde 1991 von Elli H. Radinger, Günther Bloch und anderen Mitstreitern gegründet. Elli H. Radinger und Günther Bloch waren rund zehn Jahre im Vorstand des Vereins.

## Ziel
Die Gesellschaft versucht deutschlandweit den schlechten und zudem ihrer Ansicht nach falschen Ruf des Wolfes durch Aufklärung der Bevölkerung, z. B. durch die Herausgabe von Infobroschüren über die ökologische Rolle des Wolfes in der Natur zu verändern:
- Zur Vermeidung von Schäden an Haustieren wird der Einsatz von Herdenschutzhunden als natürliche "wolfsfreundliche" Abwehrmaßnahme gefördert.
- Der Verein versucht, die Haltung von Gehegewölfen, welche für die Aufklärung der Bevölkerung wichtig ist, zu verbessern.
- Es wurde ein Schulprogramm mit Unterrichtsmaterialien über Wölfe für Lehrer und ein Aktionsheft für Schüler erarbeitet.
- Der Verein veröffentlicht Informationen über Presse, Rundfunk und Fernsehen. Zudem werden mit einem mobilen Informationsstand Wolfsgehege, Heimtiermessen, Hundeausstellungen etc. besucht.
- Zusammen mit renommierten Referenten veranstaltet der Verein Seminare, Diavorträge und Workshops.

## Vorstand
Erster Vorsitzender ist Peter Blanché, zweiter Vorsitzender ist Peter Schmiedtchen und die Geschäftsstelle befindet sich in Rumeltshausen.

## Vereinspublikationen
Neben diversen Broschüren und Infomaterialien gibt der Verein drei Mal im Jahr die Rudelnachrichten mit Informationen über Wölfe heraus. Außerdem wird dort über das Vereinsgeschehen informiert.